# 영주 일우정
영주 일우정(榮州 逸愚亭)은 대한민국 경상북도 영주시 이산면 지동리에 있는 조선시대의 건축물이다. 2008년 9월 18일 경상북도의 문화재자료 제540호로 지정되었다.

## 문화재 지정사유
일우정은 1868년에 건립한 정자로 愚广 全奎炳(1840~1905)이 1866년에 연못을 파고 그 옆에 있는 바위에 “逸愚臺”를 새기고, 1868년에 정자를 짓고 溪堂 柳疇睦에게 청하여 “일우정”이라 이름 지었다는 문헌기록이 남아 있다. 정자와 연못, 금석문과 편액 등 현존하는 유적을 통하여 조선시대 말기에 선비가 꾸민 유적을 연구하는데 필요한 문헌자료가 함께 보존되어 있으며, 구조양식은 두드러지지 않으나 특수 목적으로 꾸며진 공간구성과 집터의 상징의미(金龜沒泥)를 살려 관념적 형태로 특색 있게 조성한 연못과 계류 등의 전통조경이 주목되므로 문화재로 보존할 가치가 있어 문화재자료로 지정한다.

## 참고 자료
- 영주 일우정 - 국가유산청 국가유산포털